# Miklós Varga
Miklós Varga (* 26. August 1987 in Debrecen) ist ein ehemaliger ungarischer Boxer im Leichtgewicht. Er war unter anderem Teilnehmer der Olympischen Sommerspiele 2008 in Peking und 2012 in London.

## Boxkarriere
Varga wurde 2005 Ungarischer Meister im Federgewicht, sowie 2006, 2007, 2008, 2009, 2010, 2012 und 2013 Ungarischer Meister im Leichtgewicht. Er gewann Silber bei der EU-Meisterschaft 2008 in Władysławowo, sowie jeweils Bronze bei der Europameisterschaft 2008 in Liverpool und 2013 in Minsk.
Bei der europäischen Olympiaqualifikation 2008 in Pescara erkämpfte er mit Siegen gegen Konstantine Kupatadze, Ross Hickey und Georgian Popescu einen Startplatz bei den Olympischen Sommerspielen 2008 in Peking, wo er in der Vorrunde gegen Merei Aqschalow unterlag. Darüber hinaus qualifizierte er sich mit dem Erreichen des Viertelfinales bei der Weltmeisterschaft 2011 in Baku, wobei er unter anderem Nikoloz Izoria und Abdelkader Chadi besiegt hatte, für die Olympischen Sommerspiele 2012 in London und schied dort ebenfalls in der Vorrunde gegen Evaldas Petrauskas aus. In der Saison 2011/12 boxte er zudem für die italienische Mannschaft Milano Thunder in der World Series of Boxing. Beim Versuch, sich für die Olympischen Sommerspiele 2016 zu qualifizieren, unterlag er bei den Qualifikationsturnieren 2016 in Samsun und Baku vor Erreichen eines Startplatzes gegen Joseph Cordina bzw. Domenico Valentino.
Darüber hinaus war Varga auch Teilnehmer der Weltmeisterschaften 2005 in Mianyang, 2007 in Chicago, 2009 in Mailand und 2013 in Almaty, der Europaspiele 2015 in Baku, sowie der Europameisterschaften 2006 in Plowdiw, 2010 in Moskau und 2011 in Ankara.

## Sonstiges
Varga trainierte beim Harangi SE in Hajdúsámson und arbeitete nach seiner Wettkampfkarriere als Feuerwehrmann. (Stand: 2019)